# Mitchella undulata
Mitchella undulata là một loài thực vật có hoa trong họ Thiến thảo. Loài này được Siebold & Zucc. mô tả khoa học đầu tiên năm 1846.

## Hình ảnh

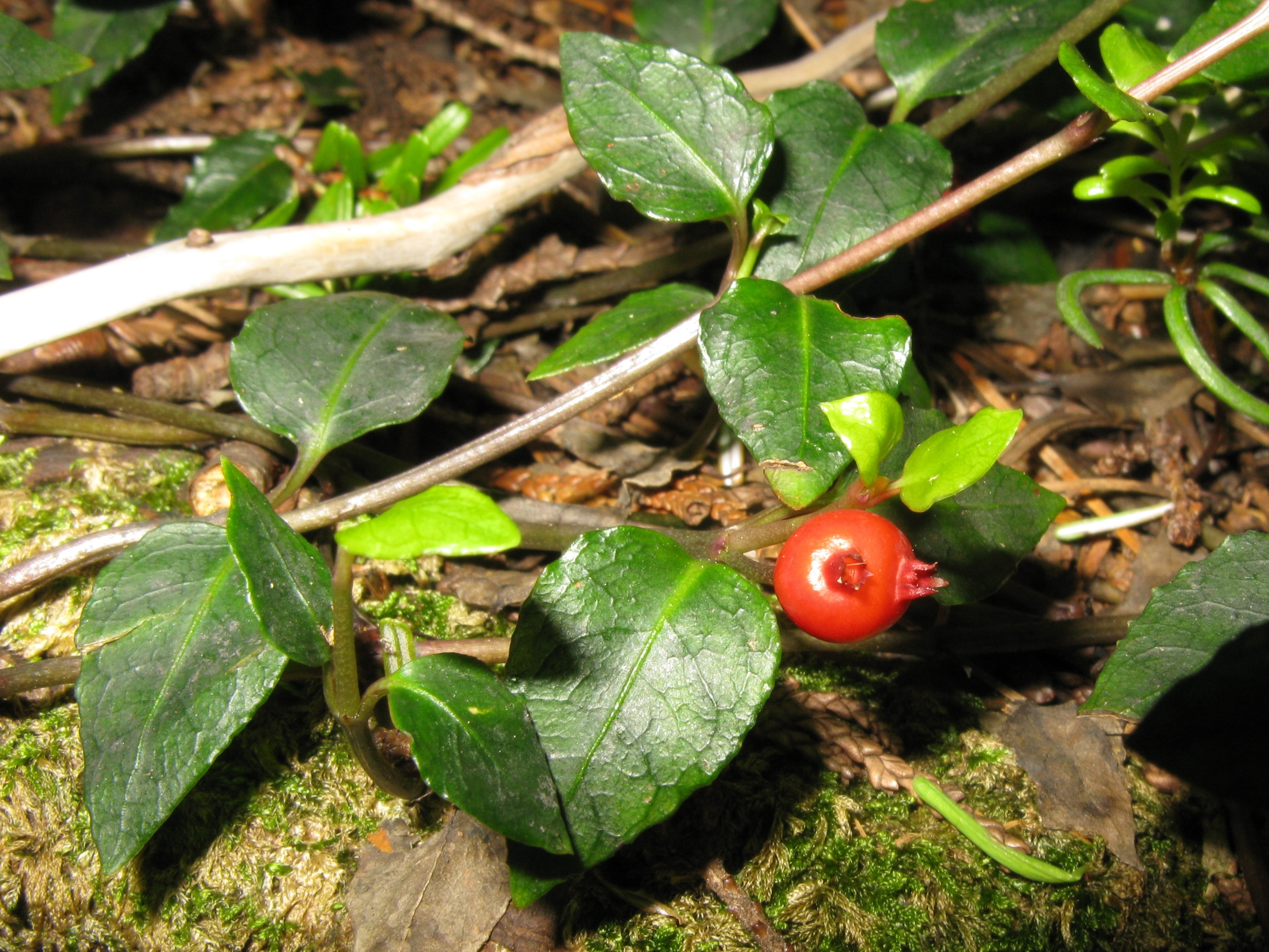
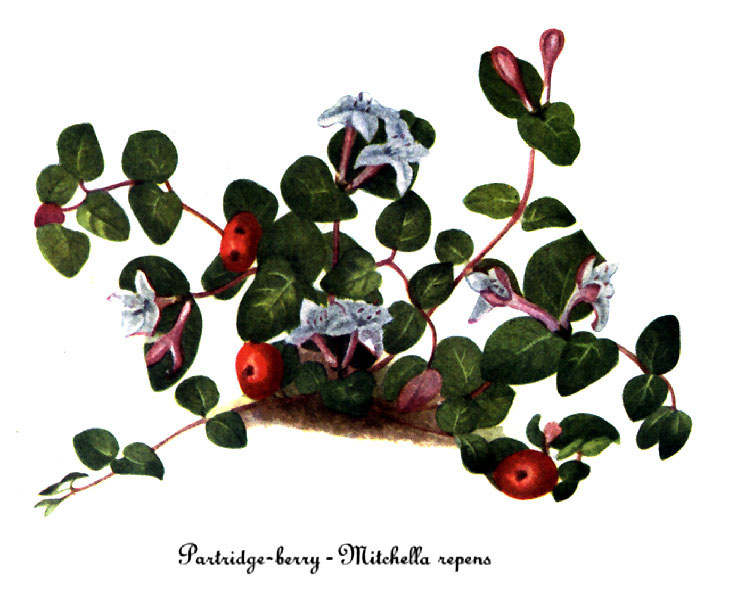
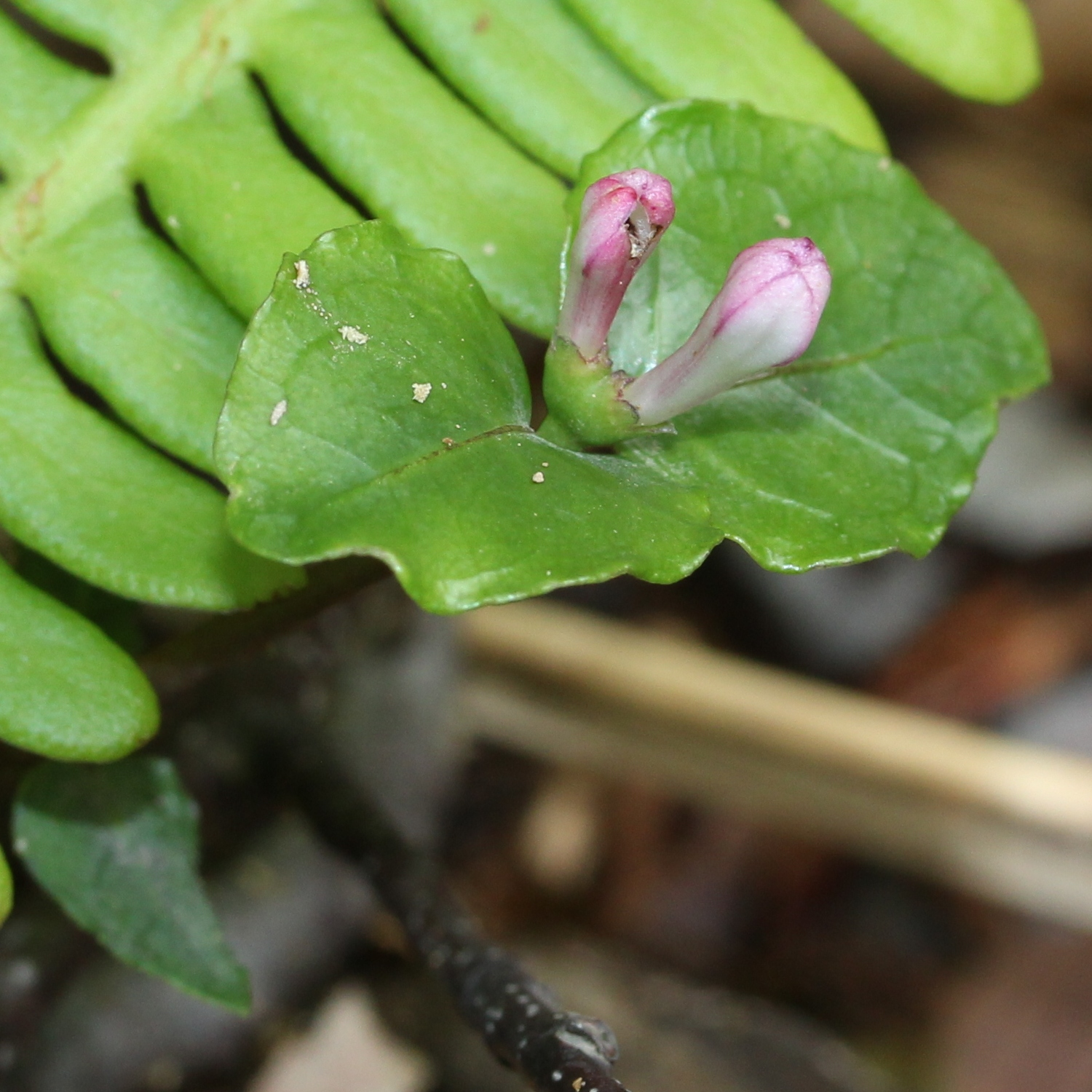
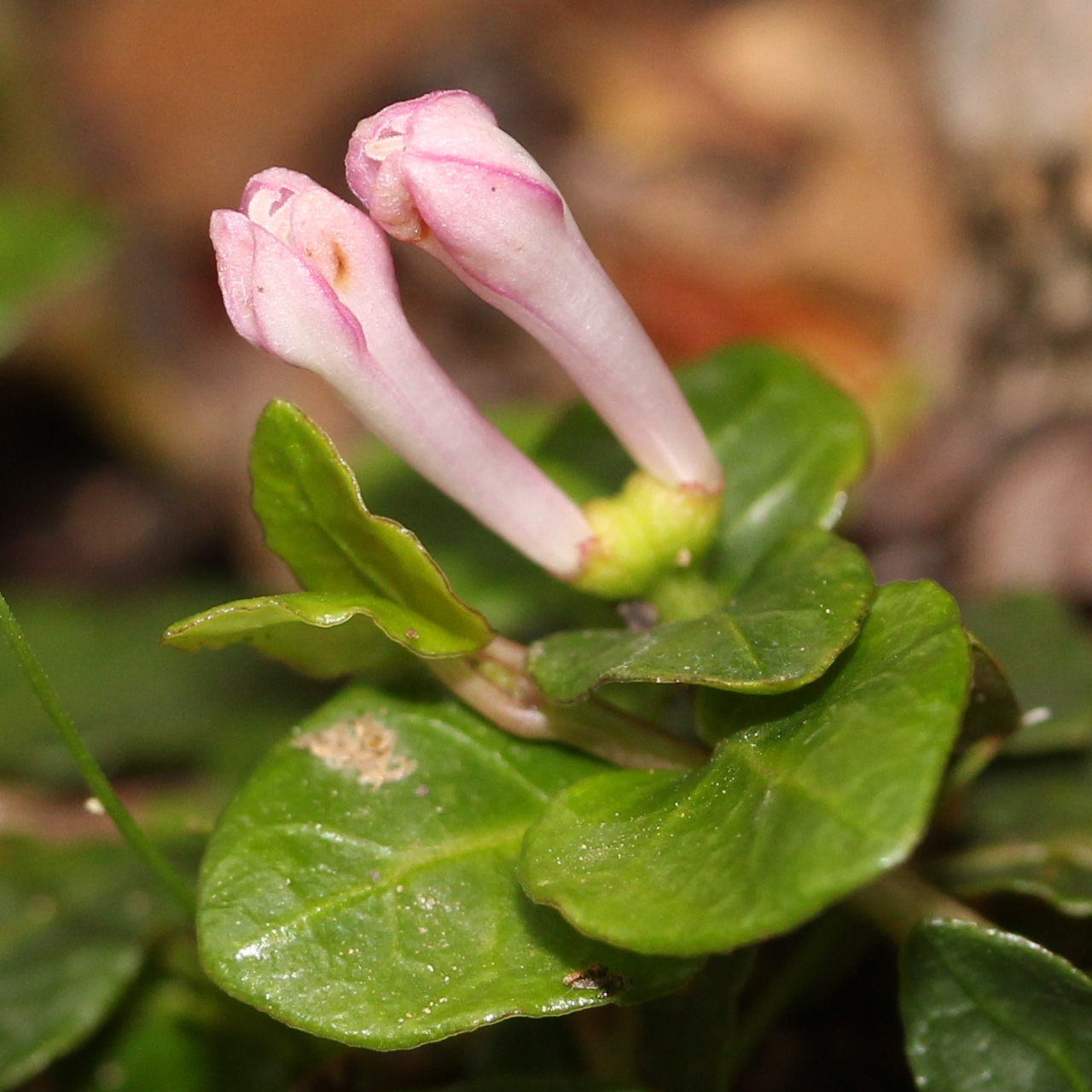